# Фернандес, Тревор
Тревор Александер Фернандес (англ. Trevor Alexander Fernandes; род. 21 ноября 1949, Занзибар) — танзанийский и американский хоккеист на траве, полевой игрок. Участник летних Олимпийских игр 1984 года.

## Биография
Тревор Фернандес родился 21 ноября 1949 года в городе Занзибар в султанате Занзибар (сейчас в Танзании).
Начал заниматься хоккеем на траве в Танзании, играл за сборную страны. В течение двух с половиной лет выступал за команду Всеиндийского университета.
Эмигрировал в США. В 1981 году стал бакалавром Вашингтонского университета. Впоследствии учился компьютерному программированию в колледже Северного Сиэтла. Играл за «Сиэтл».
Незадолго до летних Олимпийских игр 1984 года в Лос-Анджелесе получил американское гражданство.
В 1984 году вошёл в состав сборной США по хоккею на траве на летних Олимпийских играх в Лос-Анджелесе, занявшей 12-е место. Играл в поле, провёл 7 матчей, мячей не забивал.